# Kecerlipóc
Kecerlipóc (szlovákul: Kecerovský Lipovec) község Szlovákiában, a Kassai kerület Kassa-környéki járásában.

## Fekvése
Kassától 23 km-re északkeletre, az Ósva-patak bal oldalán fekszik.

## Története
1229-ben említik először, története szorosan kötődik az 1282-ben említett Éleskő várához. A vár a lipóci uradalom központjaként az Aba nemzetség birtoka volt. A falut 1367-ben „Felselipolch” néven említik.  A 15. század elején Izbugyai István és Szapolyai Hedvig, majd fiai: György és János lettek az uradalom birtokosai. 1427-ben 15 portát számláltak a faluban, ami mintegy 75 lakost jelentett. A korabeli források szerint a vár 1543-ban elpusztult. Későbbi birtokosai Perényi Gábor és Drugeth Ferenc lettek. 1585-ben a várat romként említik, azonban néhány épülete még a Rákóczi-szabadságharcig állt. Lipóc a 18. században már szlovák többségű település. 1715-ben 9 jobbágycsalád élt a faluban, ebből 8 szlovák nevű volt.
A 18. század végén Vályi András így ír róla: „LIPÓCZ. Lipovce. Szinyer Lipócz, és Keczer Lipócz. Két tót falu Sáros Várm. Keczer Lipócznak földes Ura Szinyei Uraság, amannak pedig a’ K. Kamara, lakosai katolikusok, és másfélék is, fekszenek Szepeshez nem meszsze, határjaik középszerűek, mint vagyonnyaik.”
Fényes Elek 1851-ben kiadott geográfiai szótárában így ír a faluról: „Lipócz (Keczer), tót falu, Sárosvgyében, Ránkhoz 1/2 mfd. 32 kath., 180 evang., 5 zsidó lak. Kastély. Nagy erdő. Régi omladozott vár. F. u. a Keczer nemzetség s a kamara. Ut. posta Böki.”
A trianoni diktátumig Sáros vármegye Lemesi járásához tartozott.

## Népessége
| Év:            | 1994. | 2004.    | 2014.   | 2024.    |
| -------------- | ----- | -------- | ------- | -------- |
| Emberek száma: | 155   | 112      | 122     | 100      |
| Eltérés:       |       | -27,74 % | +8,92 % | -18,03 % |

| Év:            | 2023. | 2024.   |
| -------------- | ----- | ------- |
| Emberek száma: | 101   | 100     |
| Eltérés:       |       | -0,99 % |

1910-ben 281, túlnyomórészt szlovák lakosa volt.
2001-ben 130 lakosából 129 szlovák volt.
2011-ben 121 lakosából 117 szlovák.

## Nevezetességei
- A Kosztolányi patak felett emelkedő hegytetőn találhatók Éleskő (Lipóc) várának csekély maradványai.